# مری هالیدی بلک
مری هالیدی بلک (ح. ۱۹۳۴ – ۱۳ دسامبر ۲۰۲۲) یک سبدباف و بافندهٔ منسوجات ناواهو از هالچیتا، یوتا بود. در دهه ۱۹۷۰، در پاسخ به کاهش بلندمدت سبدبافی ناواهو، بلک نقش کلیدی در احیای بافت سبد ناواهو ایفا کرد و با آزمایش طراحی‌ها و فنون جدید، سبکی نو از سبدهای ناواهو به نام «سبدهای داستانی» را بنیان گذاشت.
در سال ۱۹۹۵، بلک نخستین هنرمند ناواهو و نخستین هنرمند از ایالت یوتا شد که بورسیه میراث ملی از صندوق ملی هنرها دریافت کرد. سبدهای او در مجموعه‌ها و نمایشگاه‌های گوناگونی در سراسر یوتا به نمایش درآمده‌اند.

## زندگی اولیه و شخصی

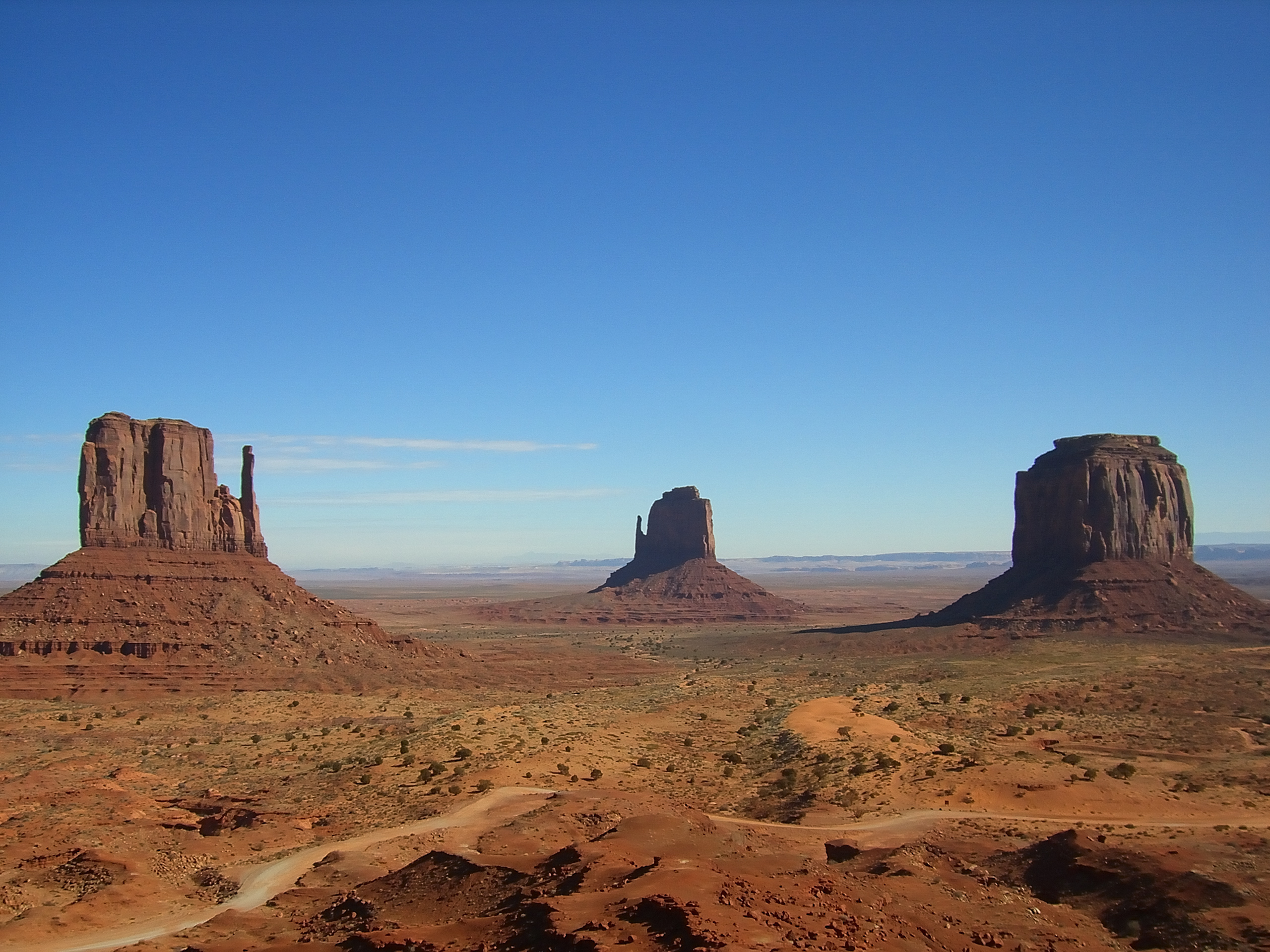
دره یادبود، یوتا

مری هالیدی حدود سال ۱۹۳۴ از پدر و مادری به نام تدی و بتی هالیدی در اولجاتو مانیومنت ولی، یوتا زاده شد. او شش خواهر و برادر داشت و به‌عنوان دختر بزرگ خانواده، مسئولیت نگهداری از خانه بر عهده‌اش بود. او هرگز به مدرسه نرفت. زمانی که بلک ۱۱ ساله بود، سبدبافی را از یکی از خویشاوندان مادربزرگش آموخت.
او در دههٔ ۱۹۵۰ با جسی بلک ازدواج کرد و این زوج در نهایت صاحب ۱۱ فرزند شدند. جسی در سال ۱۹۹۴ درگذشت. بلک مهارت‌های بافندگی‌اش را به ۹ نفر از فرزندانش منتقل کرد و چندین تن از آن‌ها، از جمله جمیسون بلک و سالی بلک، بعدها به سبدبافانی شناخته‌شده تبدیل شدند.
بلک تنها به زبان ناواهو سخن می‌گفت و هرگز زبان انگلیسی را نیاموخت. او هنگام نیاز از مترجم استفاده می‌کرد.

## نقش در احیای سبدبافی
در نیمهٔ نخست قرن بیستم، شمار ناواهوهایی که سبد می‌بافتند کاهش یافت. بافت قالی به منبع درآمد بهتری برای زنان تبدیل شده بود و تا دهه ۱۹۶۰ تنها شمار اندکی از سبدبافان ناواهو باقی مانده بودند. برای برگزاری آیین‌های خود، ناواهوها سبدها را از اقوام همسایه مانند یوت و پایوت تهیه می‌کردند.
اگرچه در سبدبافی سنتی ناواهو از نوارهای پوست سماق استفاده می‌شد، اما بلک در دههٔ ۱۹۷۰ با آزمون و خطا در طراحی‌ها و فنون جدید، نقشی مهم در احیای سبدبافی ناواهو ایفا کرد. نوآوری‌های او شامل بزرگ‌تر کردن ابعاد سبدهای آیینی، استفاده از رنگ‌های گیاهی برای ایجاد رنگ‌هایی لطیف‌تر، به‌کارگیری نقش‌مایه‌هایی برگرفته از سفال و هنر صخره‌ای بومیان جنوب‌غرب، و بهره‌گیری از تصاویر مذهبی ناواهو برای خلق روایت‌های بصری درون سبدها بود. بلک به‌عنوان پیشگام سبدهای داستانی ناواهو شناخته شد، که در آن‌ها به روایت‌هایی همچون «چینش ستارگان» و «زن خرس متغیر» از تاریخ شفاهی ناواهو می‌پرداخت. گرچه برخی از اعضای جامعهٔ ناواهو در آغاز نسبت به تغییراتی که بلک در شیوه‌های سنتی سبدبافی اعمال می‌کرد تردید داشتند، اما آثار او به‌مرور زمان مورد پذیرش قرار گرفت.
در سال ۱۹۹۳، بلک جایزهٔ هنری فرماندار یوتا را دریافت کرد. در سال ۱۹۹۵، بلک برندهٔ بورسیهٔ میراث ملی از سوی بنیاد ملی هنر شد. او نخستین هنرمند از ایالت یوتا و همچنین نخستین هنرمند ناواهو بود که این افتخار را کسب کرد. بلک «مادرخواندهٔ سبدبافی ناواهو» لقب گرفته است.
در سال ۲۰۰۶، بلک در جشنوارهٔ فرهنگ عامه اسمیتسونین شرکت کرد. در ژانویهٔ ۲۰۱۳، آثار خانوادهٔ بلک در نمایشگاهی با عنوان «بافتن یک انقلاب: بزرگداشت سبدهای معاصر ناواهو» به نمایش درآمد؛ این نمایشگاه نخستین نمایشگاه بزرگ موزه‌ای دربارهٔ سبدبافی ناواهو بود. آثار بلک در موزه تاریخ طبیعی یوتا، دانشگاه ایالتی یوتا شرقی، موزه بومی لیک کانتی، و مجموعهٔ هنرهای مردمی ایالت یوتا به نمایش درآمده‌اند.

## درگذشت
بلک در ۱۳ دسامبر ۲۰۲۲ درگذشت.